# Erepsia bracteata
Erepsia bracteata är en isörtsväxtart som först beskrevs av William Aiton, och fick sitt nu gällande namn av Schwant. Erepsia bracteata ingår i släktet Erepsia och familjen isörtsväxter. Inga underarter finns listade i Catalogue of Life.